# 于尔西 (科多尔省)
于尔西（法語：Urcy，法語發音：[yʁsi]）是法国科多尔省的一个市镇，位于该省南部，属于第戎区。

## 地理
于尔西（47°15'40"N, 4°51'8"E）面积7.93 平方千米，位于法国勃艮第-弗朗什-孔泰大區科多尔省，该省份为法国中东部省份，北起奥布省，西接涅夫勒省和约讷省，南至索恩-卢瓦尔省，东南接汝拉省，东临上索恩省，东北部与上马恩省接壤。
与于尔西接壤的市镇（或旧市镇、城区）包括：乌什河畔弗勒雷、阿尔塞、热尔格伊、瓦尔福雷。

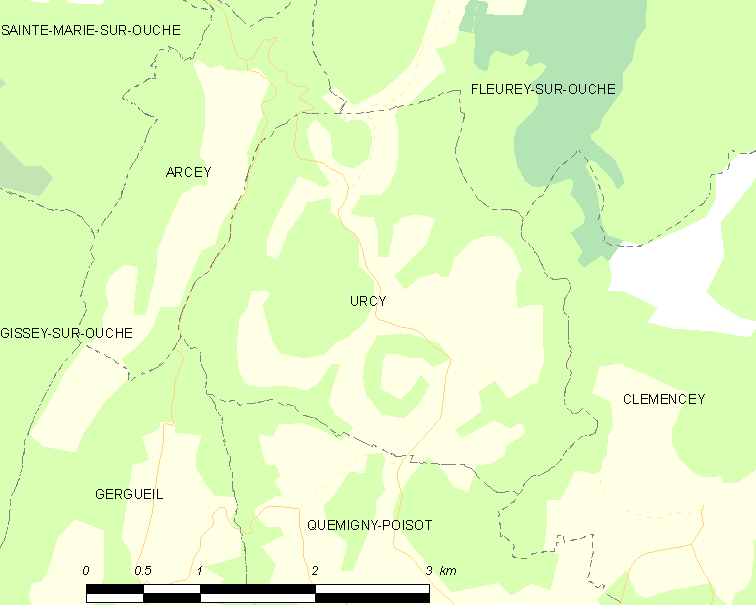
的OSM定位图

于尔西的时区为UTC+01:00、UTC+02:00（夏令时）。

## 行政
于尔西的邮政编码为21220，INSEE市镇编码为21650。

## 政治
于尔西所属的省级选区为隆维县。

## 人口

1962-2008年间人口变化图示

于尔西于2022年1月1日时的人口数量为145人。